# Quamtana bonamanzi
Quamtana bonamanzi là một loài nhện trong họ Pholcidae. Loài này được phát hiện ở Zuid-châu Phi.